# Shinya Tsukamoto
Shinya Tsukamoto (塚本晋也, Tsukamoto Shin'ya), född 1960 i Shibuya i Tokyo, Japan, gjorde sitt genombrott som regissör med filmen Tetsuo (1988). I de filmer han regisserat har han ofta även fungerat som skådespelare, manusförfattare, filmfotograf, producent, klippare, scenograf, etc.

## Regi
- 1988 Tetsuo: The Iron Man (Tetsuo)
- 1990 Hiruko the Goblin (Yōkai hantā - Hiruko)
- 1992 Tetsuo II: Body Hammer
- 1995 Tokyo Fist (Tōkyō ken)
- 1998 Bullet Ballet
- 1999 Gemini (Soseiji)
- 2002 A Snake of June (Rokugatsu no hebi)
- 2004 Vital

## Skådespelare
- 2001 Ichi the Killer
- 2016 Godzilla Resurgence
- 2016 Silence